# Gonolobus sororius
Gonolobus sororius är en oleanderväxtart som beskrevs av Asa Gray och S. Wats.. Gonolobus sororius ingår i släktet Gonolobus och familjen oleanderväxter. Inga underarter finns listade i Catalogue of Life.